# Municipio de Flora (Illinois)
El municipio de Flora (en inglés: Flora Township) es un municipio ubicado en el condado de Boone en el estado estadounidense de Illinois. En el año 2010 tenía una población de 2981 habitantes y una densidad poblacional de 31,54 personas por km².

## Geografía
El municipio de Flora se encuentra ubicado en las coordenadas 42°12′22″N 88°53′26″O / 42.20611, -88.89056. Según la Oficina del Censo de los Estados Unidos, el municipio tiene una superficie total de 94.5 km², de la cual 94.44 km² corresponden a tierra firme y (0.07%) 0.06 km² es agua.

## Demografía
Según el censo de 2010, había 2981 personas residiendo en el municipio de Flora. La densidad de población era de 31,54 hab./km². De los 2981 habitantes, el municipio de Flora estaba compuesto por el 85.47% blancos, el 1.91% eran afroamericanos, el 0.6% eran amerindios, el 0.94% eran asiáticos, el 0.2% eran isleños del Pacífico, el 7.18% eran de otras razas y el 3.69% pertenecían a dos o más razas. Del total de la población el 20.03% eran hispanos o latinos de cualquier raza.